# Agaon obtusum
Agaon obtusum är en stekelart som beskrevs av Wiebes 1989. Agaon obtusum ingår i släktet Agaon och familjen fikonsteklar.
Artens utbredningsområde är:
- Gabon.
- Elfenbenskusten.

Inga underarter finns listade i Catalogue of Life.